# Мордовин, Александр Павлович
Алекса́ндр Па́влович Мордо́вин (3 (15) февраля 1873, Санкт-Петербург — 31 марта 1938, Боровичи) — российский военный деятель, фехтовальщик и тренер.

## Биография
Родился в семье полковника Павла Александровича Мордовина (1842—1907).
Окончил 1-й кадетский корпус (1891) и 1-е военное Павловское училище (1893).

### До Октябрьской революции
Служил в Модлинском 57-м пехотном полку, Беломорском 89-м пехотном полку, в 1898—1900 годах — в Павловском лейб-гвардии полку. В 1900—1902 годах — в запасе; служил в Охранной страже КВЖД, участник кампании 1900—1901 годов. С 1902 года — вновь в Павловском лейб-гвардии полку, затем — в Московском лейб-гвардии полку.
С 12 (25) сентября 1909 года по 1914 год — начальник Главной гимнастическо-фехтовальной школы. Спортсмены школы выиграли ряд соревнований, в том числе общекомандный зачёт на первой Всероссийской олимпиаде 1913 года.
Воинские звания
- подпоручик гвардии — с 7 (19) августа 1893;
- поручик гвардии — с 7 (19) августа 1897;
- штабс-капитан гвардии с 7 (20) августа 1901;
- капитан гвардии, переименован в подполковники — с 7 (20) августа 1905;
- полковник — с 31 июля (13 августа) 1910.

С началом Первой мировой войны — в действующей армии.

#### Спортивные достижения
С 1906 года Мордовин регулярно участвовал в соревнованиях по фехтованию, гимнастике и стрельбе; неоднократно завоёвывал призы. В июне 1906 года был направлен в полуторамесячную служебную командировку в Германию, Францию, Италию и Австрию для изучения зарубежного опыта физкультурного образования в целом и обучения фехтованию в частности.
На Олимпийских играх 1912 года возглавлял армейскую спортивную делегацию России. Участвовал в соревнованиях по фехтованию:
- рапира, индивидуальные соревнования — выбыл на первой стадии;
- сабля, индивидуальные соревнования — выбыл на первой стадии;
- сабля, индивидуальные соревнования — 9-е место.

### После Октябрьской революции
Был привлечён для преподавания во Всевобуче: с июня 1918 года — начальник Петроградских курсов инструкторов по физическому развитию, строю, владению холодным оружием и допризывной подготовке при Главной гимнастическо-фехтовальной школе, с 1 октября — преподаватель Советской военной главной гимнастическо-фехтовальной школы, после её перевода в Москву — начальник отдела физического воспитания военного педагогического института. С 1923 года — руководитель сектора фехтования Высшей военно-педагогической школы физического образования командного состава РККА. Среди его воспитанников как тренера по фехтованию:
- Аркадьев, Виталий Андреевич — впоследствии известный тренер;
- Мордовин, Юрий Константинович — чемпион СССР; впоследствии известный тренер.

Был уволен из РККА по возрасту.
19 сентября 1937 года Мордовин, работавший библиотекарем средней школы № 1 города Боровичи (ныне — Новгородская область), был арестован; 4 марта 1938 года приговорён Особой тройкой УНКВД Ленинградской области к расстрелу; 31 марта расстрелян.

## Награды
- Орден Святого Владимира 3-й степени с мечами (10 ноября 1914)
- мечи и бант к ордену Святого Владимира 4-й степени (26 февраля 1915)
- Орден Святого Владимира 4-й степени (6 апреля 1914)
- Орден Святой Анны 2-й степени (1912)[1]
- Орден Святого Станислава 3-й степени (1905)[1]

## Книги
- Мордовин А. П. Правила поддержки и помощи (страховка) при исполнении упражнений на снарядах по наставлению для обучения войск… — СПб.: б. и., 1911. — 41 с.
- Руководство по физическому воспитанию: Пособие для преподавателей спорта / Составили преподаватели Государственного центрального института физического воспитания Г. А. Безак, А. П. Мордовин, В. В. Соколовский и др. — Вып. 1: Общие положения. Программы. Игры. — Петроград: Петрогроградский военный округ, 1923. — 116 с.: ил.
- Мордовин А. П., Безак Г. А., Колачев Г. А. Владение холодным оружием. — М.: издательство Высшего военно-революционного совета, 1923. — 137 с. — 20 000 экз.

Книга стала первым советским учебным пособием по фехтованию на эспадронах и штыках; она широко использовалась в подготовке бойцов РККА и в работе гражданских спортивных организаций.